# Kawasaki Z 650
Eine Kawasaki Z 650 ist ein Motorrad von Kawasaki.
Von 1976 bis 1983 baute Kawasaki Z 650 mit Vierzylindermotor, die Deutschland die ersten Doppelscheibenbremsen brachten.
Die Kawasaki Z 650 mit Zweizylindermotor ist Nachfolgerin der Kawasaki ER-6. Sie ist technisch mit der Kawasaki Ninja 650 identisch; diese ersetzte das Schwestermodell ER-6f, was das Ende der ER-6 Baureihe mit sich brachte. Sie ergänzt die erfolgreiche Kawasaki Z-Baureihe, die 2002 mit der Z 1000 wiederbelebt wurde und gemeinsam mit der Z 750 seit 2004 angeboten wird. Gemeinsam mit dem neu entwickelten Gitterrohrrahmen, welcher nur 15 kg wiegt, wurden bei der Z 650 im Vergleich zur ER-6n 19 kg Gewicht eingespart. Sie ist somit auch 6 kg leichter als die Sportversion Ninja 650 mit demgleichen Motor.
Der Motor wurde überarbeitet und erfüllt nun die Euro-4-Abgasnorm, wodurch die Leistung auf 68 PS abnahm. Das Drehmoment im niedrigen und mittleren Drehzahlbereich soll jedoch zugunsten des Fahrverhaltens verbessert worden sein. Das Design orientiert sich stärker an den anderen Z-Modellen und soll zur besseren Differenzierung von der Ninja 650 beitragen. Durch die Ausführung als 2-Zylinder und die verhältnismäßig geringe Leistung sowie die niedrige Sitzhöhe von 790 mm kann die Z 650 neben der Z 300 als Einsteigermotorrad bezeichnet werden. Sie wurde im Juni 2019 für einen Preis von 6695 Euro angeboten.
Neu hinzugekommen ist die bereits serienmäßig in das Kombi-Instrument integrierte Gangwahl-Anzeige sowie ein sogenannter Schaltblitz. ABS ist ebenfalls serienmäßig. Der Tankinhalt liegt bei 15 l und das Fahrwerk an der Hinterachse ist als horizontale Back-Link-Federung ausgeführt. Optisch besonders auffallend ist das „Z“-förmige LED-Rücklicht.
2022 erfüllt sie die Euro 5-Abgasnorm.
Seit dem Modelljahr 2024 verfügt die Z650 auch über eine Traktionskontrolle mit drei Modi: Off, 1 und 2. Wobei 1 mit eher spätem Eingreifen für trockene Straßen und sportliche Fahrweise und 2 für nasse/verschmutzte Straßen und eher moderate Fahrstile gedacht sind. Wheelis sind im Modus 2 quasi unmöglich.

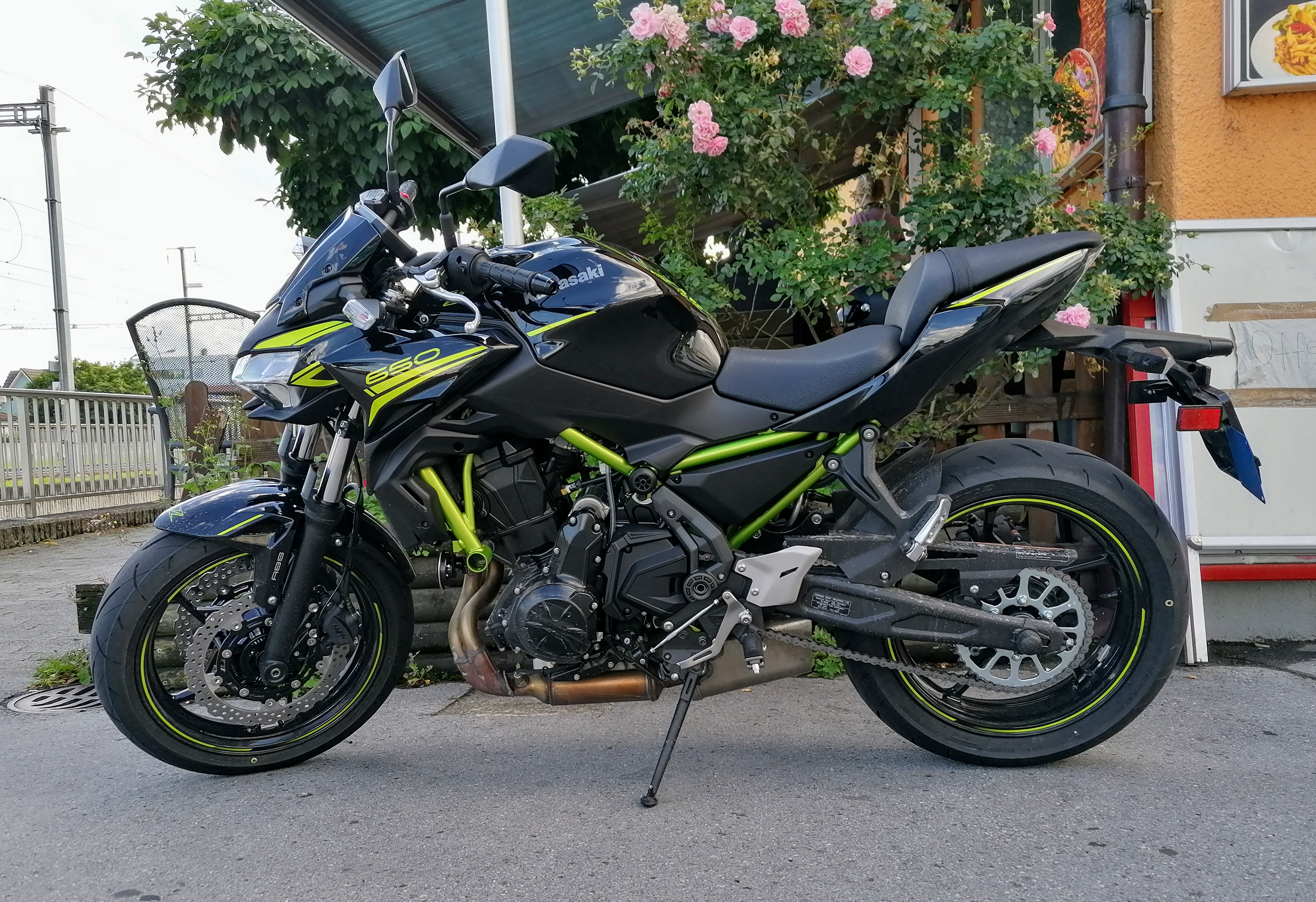
Kawasaki Z 650 (Modell 2020)

## Kawasaki Z 650 RS
Nachdem Kawasaki schon 1976 eine Z 650 (mit Vierzylinderreihenmotor mit 49 kW (66 PS) und einer Masse von 220 kg) anbot, wird die Maschine dem 1976er Modell äußerlich ähnlich seit dem Sommer 2022 auch als Retroversion Z 650 RS angeboten. Die Höchstgeschwindigkeit beträgt 191 km/h. Die RS hat auch analoge Instrumente.

## Neuzulassungen in Deutschland
2017 wurden in Deutschland 2657 (dritter Platz; Neuzulassungen auf weibliche Halter erster Platz, Frauenanteil von 31 Prozent), 2020 über 3000 (davon 984 auf Frauen (1. Platz)) und 2021 über 2750 Z 650-Maschinen neu zugelassen, was in der Zulassungsstatistik den dritten Platz bedeutete.
| Jahr                            |      |  | Stück |       |
| 2017                            | 2017 |  | 2.657 | 2.657 |
| 2018                            | 2018 |  | 2.853 | 2.853 |
| 2019                            | 2019 |  | 2.720 | 2.720 |
| 2020                            | 2020 |  | 3.086 | 3.086 |
| 2021                            | 2021 |  | 2.779 | 2.779 |
| 2022                            | 2022 |  | 1.773 | 1.773 |
| Zulassungszahlen in Deutschland |      |  |       |       |